# Rhipidoxylomyia aequabilis
Rhipidoxylomyia aequabilis är en tvåvingeart som beskrevs av Jiang och Bu 2004. Rhipidoxylomyia aequabilis ingår i släktet Rhipidoxylomyia och familjen gallmyggor. Inga underarter finns listade i Catalogue of Life.